# Песочнево
 Песочнево — деревня в Ивановском районе Ивановской области. Входит в состав Беляницкого сельского поселения.

## География
Находится в западной части Ивановской области на расстоянии приблизительно 8 км на запад-северо-запад по прямой от вокзала станции Иваново на правом берегу реки Чернавка.

## История
Деревня уже была на карте 1808 года. В 1859 году здесь (тогда деревня Шуйского уезда Владимирской губернии) был учтен 41 двор. С 2016 года действует Никольская церковь.

## Население
Постоянное население составляло 265 человека (1859 год), 193 в 2002 году (русские 94 %), 258 в 2010.